# 始腹足類
始腹足類（學名：Eogastropoda），又名始祖腹足類、真腹足類，是腹足綱之下一個棄用生物分類，大致相等於今日的笠形腹足類。这一亚纲根據大衛·R·林德柏格（David R. Lindberg）及溫斯頓·旁得（W.F. Ponder）在1996年出版的腹足纲分类表 (1997年)确立，是当时腹足纲下两大亚纲之一，当时的另一亚纲为直腹足亞綱。
本分類相對比較原始，顯示其在演化線上位於較早期的位置。

## 分類
本分類之下包括以下三個目：
- 笠形腹足亞綱 Patellogastropoda
- Euomphalina（化石分類）
- 新臍螺類 Neomphalida

## 外部連結
- Eogastropoda at palaeos.com
- Eogastropoda at manandmollusc.net